# Tamtert
Tamtert (em árabe: ﺗﺎﻣﺘﺮت), também grafado Tamert ou Tamatart, é uma cidade e comuna localizada na província de Béchar, Argélia. Sua população era de 1 249 habitantes, em 2008.